# Елоди Харпър
Елоди Харпър (на английски: Elodie Harper) е английска журналистка и писателка на произведения в жанра трилър, хорър и исторически роман.

## Биография и творчество
Елоди Харпър е родена през 1975 г. в Англия, в семейството на актрисата Сузи Кендъл. Получава бакалавърска степен по английска филология от Оксфордския университет.
След дипломирането си работи като продуцент на Channel 4 News, а от 2010 г. като репортер и кореспондент със специализиран интерес към образователни истории в ITV News, Anglia Region оценяван от Стивън Кинг. През 2016 г. неин репортаж за изключване от училище е номиниран за национална награда на RTS в категорията „Регионални новини и актуални събития“.
През 2016 г. разказът ѝ „Диво плуване” печели конкурса за разкази на „Гардиън“ – „Ходер Пазарът на лошите сънища“. Дебютният ѝ роман „Обвързващата песен“ е издаден през 2017 г. Той е история за новопостъпила психоложка в отдалечен затвор в Норфолк, която освен враждебния персонал и отчаяните затворници открива и други ужасяващи събития. Романът е номиниран за наградата „Книга на годината“ в Източна Англия.
Първият ѝ исторически роман „Леговище на вълчици“ от едноименната поредица е издаден през 2021 г. Той представя една по-различна история за обречения древен град Помпей през 74 г. пр.н.е. Младата Амара е продадена в робство от собствената си майка и е принудена да оцелява в лупанар в града като жрица на удоволствието. За да получи отново свободата си, тя трябва да е умна и изобретателна, да е вълчица в света на безскрупулните мъже. Романът става бестселър в списъка на „Сънди Таймс“ и печели наградата „Глас Бел“.
Елоди Харпър живее със семейството си в Лондон.

## Произведения

### Самостоятелни романи
- The Binding Song (2017)[1][2][3]
- The Death Knock (2018)

### Поредица „Леговище на вълчици“ (Wolf Den)
1. The Wolf Den (2021)[1][2][3]
Леговище на вълчици, изд.: „Сиела“, София (2023), прев. Божана Славева
2. The House with the Golden Door (2022)
3. The Temple of Fortuna (2023)

### Разкази
- Wild Swimming (2016)